# Falcon (Duinrell)
Falcon is een stalen achtbaan van het type Euro-Fighter in het Nederlandse attractiepark Duinrell in Wassenaar. De achtbaan is geopend op 14 mei 2009 en is gebouwd door de Duitse attractiebouwer Gerstlauer. Falcon heeft met 97 graden een steilere dan verticale val en de steilste val van een achtbaan in Nederland.

## Algemene informatie
De Falcon heeft een baanlengte van 361 meter en een hoogte van 22 meter. Hij haalt een maximale snelheid van 70 kilometer per uur. De capaciteit van de achtbaan is acht personen per treintje en er worden twee treinen gebruikt. Echter, Falcon heeft drie treinen die alle drie tegelijkertijd operationeel kunnen zijn. Omdat het rijden van twee of drie treinen qua capaciteit niet veel verschil maakt, wordt dit vrijwel nooit gedaan. De capaciteit per uur is ongeveer 850 personen.

## Geschiedenis
Duinrell wilde de achtbaan al in 2007 openen. Het park kreeg hiervoor toen geen vergunning van de gemeente Wassenaar. Op 7 mei 2008 werd de vergunningsaanvraag voor de achtbaan door de Raad van State afgewezen vanwege fouten bij diverse metingen in het ontwerp. Buurtbewoners waren namelijk tegen de plannen van Duinrell, omdat ze bang waren voor geluids- en verkeersoverlast. Op 7 januari 2009 werd het bestemmingsplan toch nog goedgekeurd, omdat uit verschillende rapporten niet bleek dat de achtbaan zou leiden tot extra overlast. Dit betekende dat er begonnen kon worden met de bouw van de achtbaan. In ruil voor de achtbaan moest de grond van de skibaan op dennennaalden wel teruggegeven worden aan de natuur, waardoor deze in 2005 noodgedwongen sloot.
De achtbaan opende voor de pers op 13 mei 2009 en een dag later, op 14 mei 2009, voor het publiek. Duinrell had een week voor de opening van de Falcon mensen uitgenodigd om deel te nemen aan de testritten van de achtbaan. De naam 'Falcon' werd pas tijdens de opening bekendgemaakt. Daarvoor stond de baan te naam als 'Rick's Delight'.